# 甘肃省歌剧院
甘肃省歌剧院，是中华人民共和国甘肃省歌剧工作者组成的团体。前身为1939年成立于陕甘宁边区的文工团，1957年成立甘肃省歌剧团，2001年团改院。编创演出的著名剧目有《红花渠畔》《向阳川》《花儿与少年》《貂蝉》等。
甘肃省歌剧院是甘肃省文化和旅游厅直属事业单位，由甘肃省演艺集团公司代管。院址位于兰州市城关区白银路365号。

## 历史沿革
甘肃省歌剧院的前身是1939年在陕甘宁边区三边分区成立的七七剧社。1942年，剧社改编为三边分区文工团。1949年随军进驻宁夏，改称宁夏文工团。
1954年，甘肃、宁夏两省合并，剧团从银川移师兰州，改称甘肃省歌舞剧团（甘肃省歌舞团）。1955年7月，改称甘肃省歌剧团，首任团长易炎，副团长刘万仁。
1958年，改称兰州艺术学院实验歌舞剧团。1962年兰州艺术学院撤销后，恢复甘肃省歌剧团。
1970年8月，甘肃省革命委员会将省话剧团、歌剧团、杂技团合并，成立甘肃省文艺工作团（甘肃省文工团）。1971年12月6日撤销，恢复甘肃省歌剧团。
2001年，改称甘肃省歌剧院。
2005年，被文化部授予“全国先进文化集体”荣誉称号。
2012年，在甘肃省文艺院团体制改革的背景下，甘肃省歌剧院继续保留事业单位性质，实行企业化管理，并由新成立的甘肃省演艺集团有限责任公司代管。

## 主要剧目
早期演出剧目
| 剧目名称         | 演出时间   |
| ---------------- | ---------- |
| 《刘胡兰》       | 1955年11月 |
| 《白毛女》       | 1955年12月 |
| 《小二黑结婚》   | 1956年1月  |
| 《王贵与李香香》 | 1956年8月  |
| 《迎春花开了》   | 1957年8月  |
| 《布谷鸟又叫了》 | 1957年11月 |
| 《红霞》         | 1958年3月  |
| 《高山流水》     | 1958年6月  |
| 《赤叶河》       | 1959年7月  |
| 《春雷》         | 1959年12月 |

编创演出的代表剧目
| 剧目名称           | 首演时间 | 类型     |
| ------------------ | -------- | -------- |
| 《红花渠畔》       | 1955年   | 七场歌剧 |
| 《月亮湾》         | 1958年   | 五幕歌剧 |
| 《向秀丽》         | 1959年   |          |
| 《红色医生》       | 1960年   | 六场歌剧 |
| 《向阳川》         | 1964年   | 五场歌剧 |
| 《二次婚礼》       | 1979年   |          |
| 《马五哥与杂豆妹》 | 1984年   |          |
| 《咫尺天涯》       | 1985年   |          |
| ...                | ...      |          |
| 《花儿与少年》     | 2009年   | 音乐剧   |
| 《貂蝉》           | 2014年   |          |

来源：《甘肃省志》

## 人物
- 编剧、导演：刘万仁、康尚义、陈欧生、高平、赵行、王志
- 作曲、指挥：易炎、包学良、庄壮、刘尚仁、龚乾男、孙铁民
- 正、副团长：易炎、刘万仁、李波、胡显信、柳根、刘继高、陈毅同、宁玉明、贾兴旺、陈文生、庄壮、和小平、龚乾男、康志勇、杨成伟、彭德明[7]